# Jäger

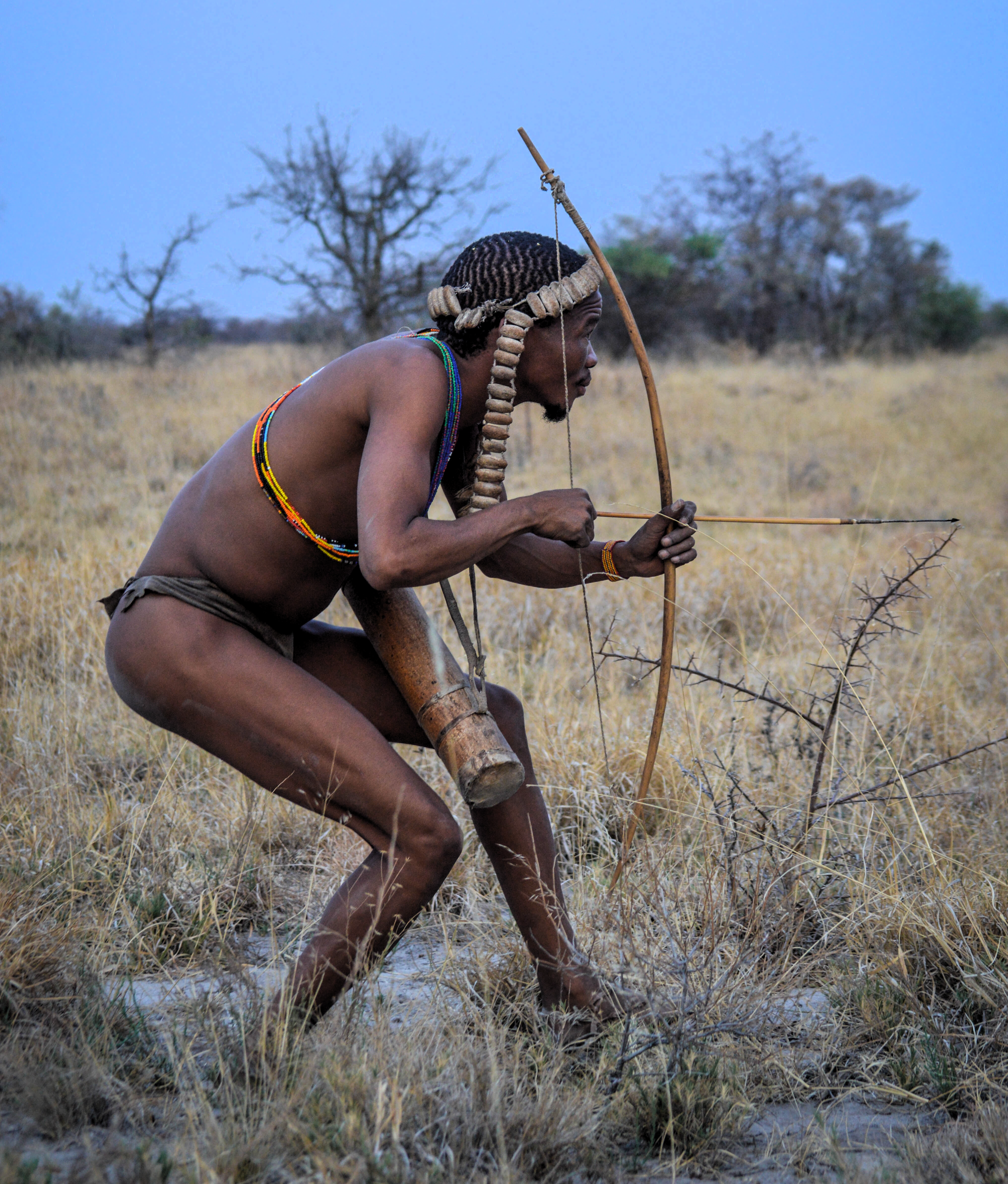
Jäger mit Pfeil und Bogen

Als Jäger oder Jägerin wird eine Person bezeichnet, die auf die Jagd geht, das heißt Wild aufsucht, ihm nachstellt, es fängt, erlegt und sich aneignet. Darüber hinaus fallen Natur- und Artenschutz, Seuchenprävention und Vermeidung von Wildschäden in den Aufgabenbereich einer Jägerin oder eines Jägers. Zum Jagen ist in zahlreichen Ländern eine offizielle Erlaubnis notwendig, in Deutschland ist es der sogenannte Jagdschein. Ohne diese Erlaubnis kann jagdrechtlich der Tatbestand der Wilderei erfüllt sein. Voraussetzung für das Lösen eines Jagdscheins ist die bestandene staatliche Jägerprüfung.

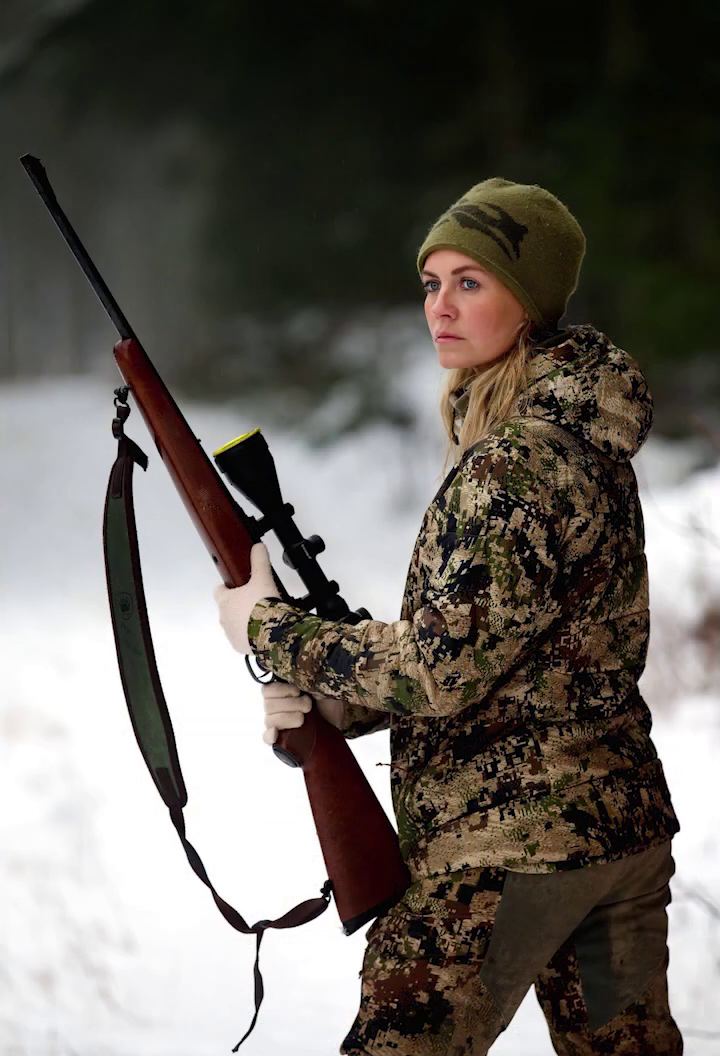
Jägerin mit Gewehr

## Begriff

### Begriffsabgrenzung

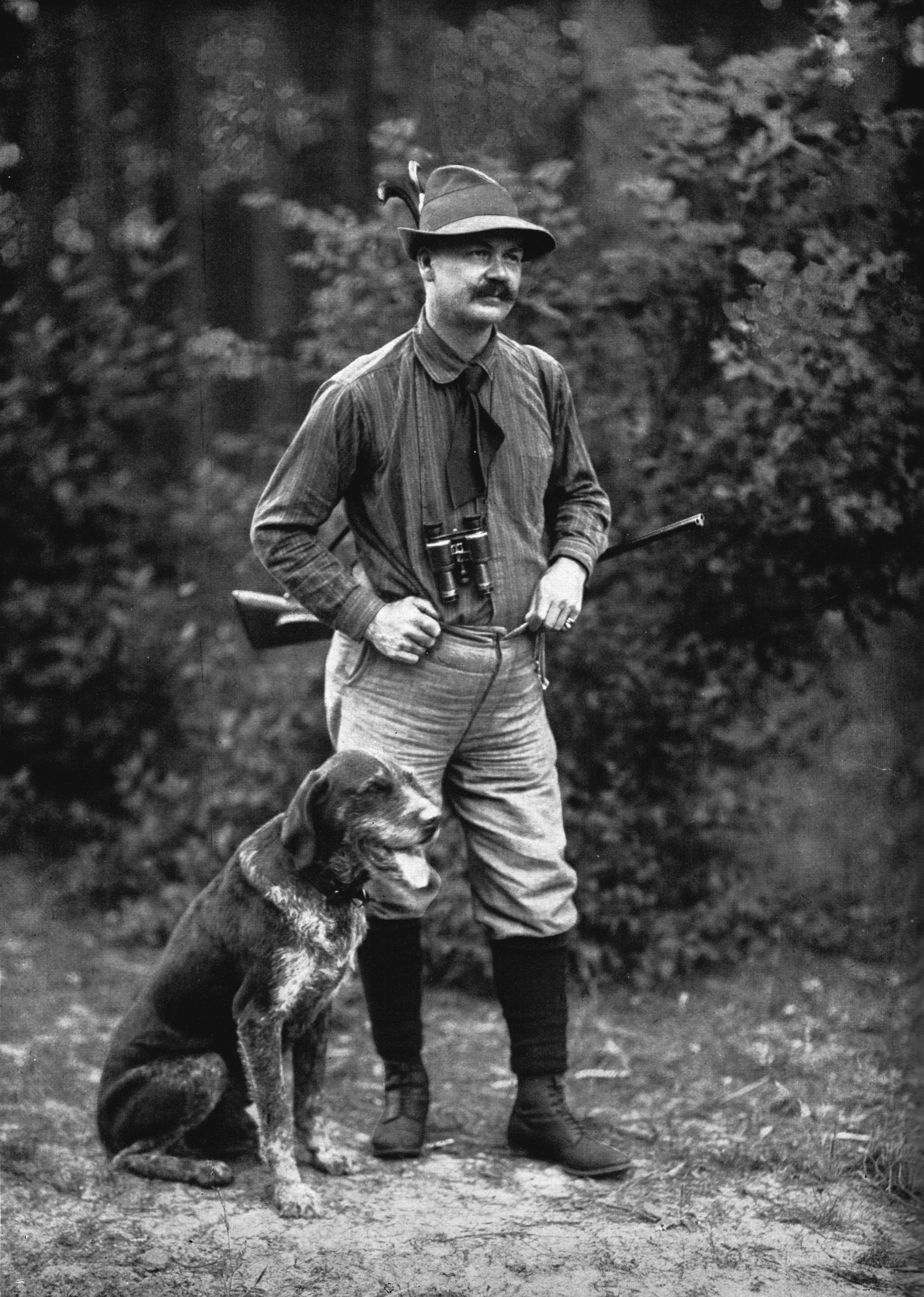
Jäger mit Hund, 1912
Fotografie von Rudolf Dührkoop

Neben der allgemein gebräuchlichen Standardbezeichnung Jäger existieren verschiedene andere Bezeichnungen, wie der traditionell jägersprachliche Begriff Weidmann beziehungsweise Waidmann, die scherzhaften Bezeichnungen Grünrock (in Bezug auf die Jägerschaft insgesamt auch: grüne Zunft) und Nimrod sowie der umgangssprachlich veraltende Begriff Jägersmann.

### Wortherkunft und Schreibweise vonweidbzw.waid
Jagdliche Komposita mit weid (z. B. Weidmann, Weidwerk, Weidgerechtigkeit) lassen sich auf die indogermanische Wurzel *uid mit der Bedeutung „sich Nahrung verschaffen“ zurückführen, die im Laufe der Sprachentwicklung zu althochdeutsch weida, später mittel- und neuhochdeutsch weid wurde, woraus auch der Begriff Weideland hervorging. Die ei-Schreibweise kann somit in etymologischer Hinsicht als die ältere betrachtet werden, da sie die ursprüngliche ist und den Bezug des Wortteils weid zum Nahrungserwerb deutlich macht.
Die neuere ai-Schreibweise (z. B. Waidmann, Waidwerk, Waidgerechtigkeit) verbreitete sich insbesondere durch ihre Verwendung im 1934 erlassenen Reichsjagdgesetz. Diese neue Schreibweise sollte den mit der Einführung des Gesetzeswerkes verbundenen Neuanfang symbolisieren und genießt in Deutschland, insbesondere in offiziellen Verlautbarungen des Deutschen Jagdverbandes (DJV), auch heute eine gewisse Popularität. Das Bundesjagdgesetz verwendet mit § 1 Abs. 3 („die allgemein anerkannten Grundsätze deutscher Weidgerechtigkeit“) ebenso wie die Jagdgesetze der österreichischen Bundesländer und deutschsprachigen Kantone der Schweiz, die gemäß Duden gebräuchlichere alte ei-Schreibweise.

## Motivation

Motivation von Jungjägern

Der  Deutsche Jagdverband hat zuletzt 2021 Ergebnisse einer Jungjägerbefragung veröffentlicht. Demnach machen 77 % der Befragten die Jägerprüfung, weil sie gerne in der freien Natur sind. Die Jagd als angewandter Naturschutz gaben 64 % als Motivation an. Auf dem dritten Platz folgt Wildfleisch als gesundes Nahrungsmittel.

## Länderstatistiken

Infografik Jungjaegerbefragung Frauen

Pressegrafik DJV Jagdscheininhaber

In manchen der gelisteten Länder benötigt nicht jede Art der Jagdausübung bzw. jeder Jäger grundsätzlich eine staatliche Lizenz oder die geltenden Regelungen werden ignoriert (Wilderei). Daher handelt es sich bei den Datensätzen zur Zahl der Jäger teilweise um Hochrechnungen basierend auf repräsentativen Umfragen, so etwa im Fall von Kanada und den Vereinigten Staaten.
Der  Deutsche Jagdverband veröffentlicht jährlich eine Statistik mit bundesweiten Zahlen, die auf Angaben der Behörden aus den Bundesländern basiert. Im Jahr 2023 gab es demnach 435.930 Menschen in Deutschland mit Jagdschein. Das sind erstmals über 400.000 Jäger in Deutschland. Ergebnisse aus der DJV-Jungjägerbefragung zeigen zudem, dass immer mehr Frauen die Jagdprüfung absolvieren. Während 2011 noch 20 % der Absolventen weiblich waren, sind es 2021 schon 28 %.

### Tabelle
| Staat                  | Jäger      | Einwohner in Mio. | Anteil der Jäger an der Gesamtbevölkerung in % | Verhältnis Jäger/Einwohner | Fläche in km² | Jäger pro km² Landesfläche |
| ---------------------- | ---------- | ----------------- | ---------------------------------------------- | -------------------------- | ------------- | -------------------------- |
| Kanada                 | 2.482.678  | 34,7              | 7,15                                           | 1:14                       | 9.984.670     | 0,25                       |
| Finnland               | 308.000    | 5,2               | 5,92                                           | 1:17                       | 338.448       | 0,91                       |
| Zypern                 | 45.000     | 0,8               | 5,63                                           | 1:18                       | 5.896         | 7,63                       |
| Norwegen               | 190.000    | 4,7               | 4,04                                           | 1:25                       | 385.207       | 0,49                       |
| Malta                  | 15.000     | 0,4               | 3,75                                           | 1:27                       | 316           | 47,47                      |
| Vereinigte Staaten     | 11.453.000 | 323,1             | 3,54                                           | 1:28                       | 9.826.675     | 1,17                       |
| Schweden               | 290.000    | 9,0               | 3,22                                           | 1:31                       | 447.435       | 0,65                       |
| Dänemark               | 165.000    | 5,5               | 3,00                                           | 1:33                       | 42.921        | 3,84                       |
| Irland                 | 104.000    | 4,2               | 2,48                                           | 1:46                       | 70.273        | 1,48                       |
| Griechenland           | 235.000    | 10,7              | 2,20                                           | 1:46                       | 131.957       | 1,78                       |
| Spanien                | 980.000    | 45,0              | 2,18                                           | 1:46                       | 505.970       | 1,94                       |
| Portugal               | 230.000    | 10,7              | 2,15                                           | 1:47                       | 92.212        | 2,49                       |
| Frankreich             | 1.331.000  | 64,1              | 2,08                                           | 1:48                       | 543.965       | 2,45                       |
| Russland               | 2.800.000  | 143,2             | 1,96                                           | 1:51                       | 17.125.200    | 0,16                       |
| Bulgarien              | 110.000    | 7,7               | 1,43                                           | 1:70                       | 110.994       | 0,99                       |
| Österreich             | 118.000    | 8,3               | 1,42                                           | 1:70                       | 83.879        | 1,41                       |
| Vereinigtes Königreich | 800.000    | 61,1              | 1,31                                           | 1:76                       | 242.495       | 3,30                       |
| Italien                | 750.000    | 58,1              | 1,29                                           | 1:77                       | 301.338       | 2,49                       |
| Estland                | 16.600     | 1,3               | 1,28                                           | 1:78                       | 45.339        | 0,37                       |
| Kroatien               | 55.000     | 4,5               | 1,22                                           | 1:82                       | 56.594        | 0,97                       |
| Slowenien              | 22.000     | 2,0               | 1,10                                           | 1:91                       | 20.273        | 1,09                       |
| Lettland               | 25.000     | 2,3               | 1,09                                           | 1:92                       | 64.589        | 0,39                       |
| Tschechien             | 110.000    | 10,2              | 1,08                                           | 1:93                       | 78.866        | 1,39                       |
| Slowakei               | 55.000     | 5,4               | 1,02                                           | 1:98                       | 49.034        | 1,12                       |
| Litauen                | 32.000     | 3,6               | 0,89                                           | 1:113                      | 65.300        | 0,49                       |
| Ungarn                 | 55.000     | 9,9               | 0,56                                           | 1:180                      | 93.036        | 0,59                       |
| Deutschland            | 436.325    | 84,7              | 0,52                                           | 1:194                      | 357.578       | 1,22                       |
| Luxemburg              | 2.000      | 0,5               | 0,40                                           | 1:250                      | 2.586         | 0,77                       |
| Schweiz                | 30.000     | 7,6               | 0,39                                           | 1:253                      | 41.285        | 0,73                       |
| Polen                  | 106.000    | 38,5              | 0,28                                           | 1:363                      | 312.696       | 0,34                       |
| Rumänien               | 60.000     | 22,2              | 0,27                                           | 1:370                      | 238.391       | 0,25                       |
| Belgien                | 23.000     | 10,4              | 0,22                                           | 1:452                      | 30.688        | 0,75                       |
| Niederlande            | 28.170     | 16,7              | 0,17                                           | 1:593                      | 41.543        | 0,68                       |

## Truppengattung Jäger beim Militär
Im Kontext des Militärs steht Jäger bei deutschsprachigen Streitkräften, ebenso wie seine Entsprechungen in einigen anderen Sprachen, für eine „mit der Büchse bewaffnete, vorwiegend zum Einsatz im zerstreuten Gefecht bestimmte Truppengattung der Infanterie“. Jäger als Truppengattung wurden erstmals 1631 in der Landgrafschaft Hessen-Kassel und später auch in anderen deutschen Armeen aus ausgebildeten Berufsjägern und Förstern aufgestellt. Die im jagdlichen und forstlichen Berufsleben bereits selbständig handelnden Jäger konnten im Rahmen einer Auftragstaktik selbstständig und ohne direkten Kontakt zur Führung operieren. Rekruten, häufig aus entsprechenden Familien, wurden beruflich nach ihrer Dienstzeit meist mit Stellen im Forstwesen versorgt. Sie verfügten berufsbedingt über bessere Schießfertigkeiten und auch ausgeprägtere Fähigkeiten zur Orientierung und zur Ausnutzung des Geländes, was im Schützengefecht sowie im Vorposten- und Erkundungsdienst von Vorteil war.

## Märchen und Geschichten

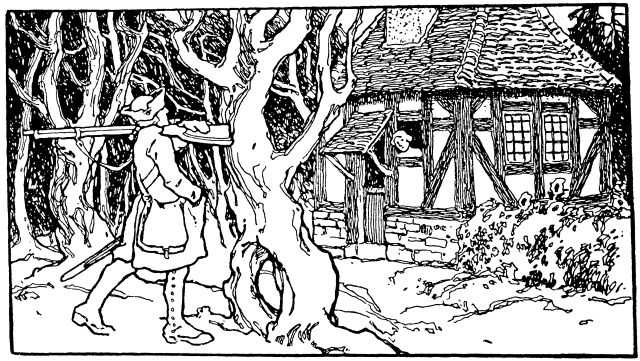
Jäger mit geschultertem Gewehr, Illustration von Otto Ubbelohde aus dem Jahr 1909 zum Märchen Der gelernte Jäger

Jäger sind in zahlreichen Märchen und Geschichten mystifiziert worden. In den nord- und mitteldeutschen Märchen und Geschichten treten sie vor allem als edle Gestalten auf. Oft sind sie es, die in Märchen am Ende die Wende zum Guten herbeiführen oder besiegeln (zum Beispiel die Rettung vor dem „bösen Wolf“).
Auch in den Heimatfilmen der 1950er Jahre treten Jäger oft als edle Kavaliere auf und fungieren damit in gewisser Weise als Nachfolger der Rittergestalten aus mittelalterlichen Sagen und Geschichten. Dagegen werden die Jäger oder „Jager“ in süddeutschen, besonders bayerischen Volkserzählungen oft negativ dargestellt. Dies gilt vor allem für Lieder und Geschichten, die feudale oder absolutistische Verhältnisse widerspiegeln. Dort wird meist der Konflikt zwischen den „Wildschützen“ (Wilderern) als Identifikationsfiguren aus dem Volk und den Jägern als Gehilfen der Obrigkeit beschrieben. Der Wald gehörte im Empfinden des Volkes allen; das Wildern galt daher als legitim, wurde aber von den Landesherren, die die Jagd als herrscherliches Privileg für sich beanspruchten, streng verfolgt. Während die Wildschützen als tapfere und fürsorgliche Männer dargestellt werden, die ihre Jagdbeute mit den Armen teilen, werden die Jäger als feige, hinterlistig und grausam beschrieben. Besonders deutlich kommt das in dem bayerischen Lied vom Schützen Georg Jennerwein zum Ausdruck, aber auch der erzgebirgische Wilderer Karl Stülpner ist in ähnlicher Weise zur Legende geworden.
Andere Erzählungen berichten jedoch auch aus der anderen Sicht und schildern die Wilderer als kriminelle und gefährliche Gesetzesbrecher, die mit ihren Waffen Angst und Schrecken verbreiten und mit Räubern zu vergleichen sind, so beispielsweise die Geschichte vom Krambambuli von der bekannten Autorin Marie von Ebner-Eschenbach.
Das Jägergewand ist auch eine häufige Verkleidung des Teufels, so etwa in Jeremias Gotthelfs Novelle „Die schwarze Spinne“. Auch in vielen Versionen der Legende vom Rattenfänger von Hameln entführt dieser die Kinder im Jägerkleid.